# Christian Andreas Käsebier

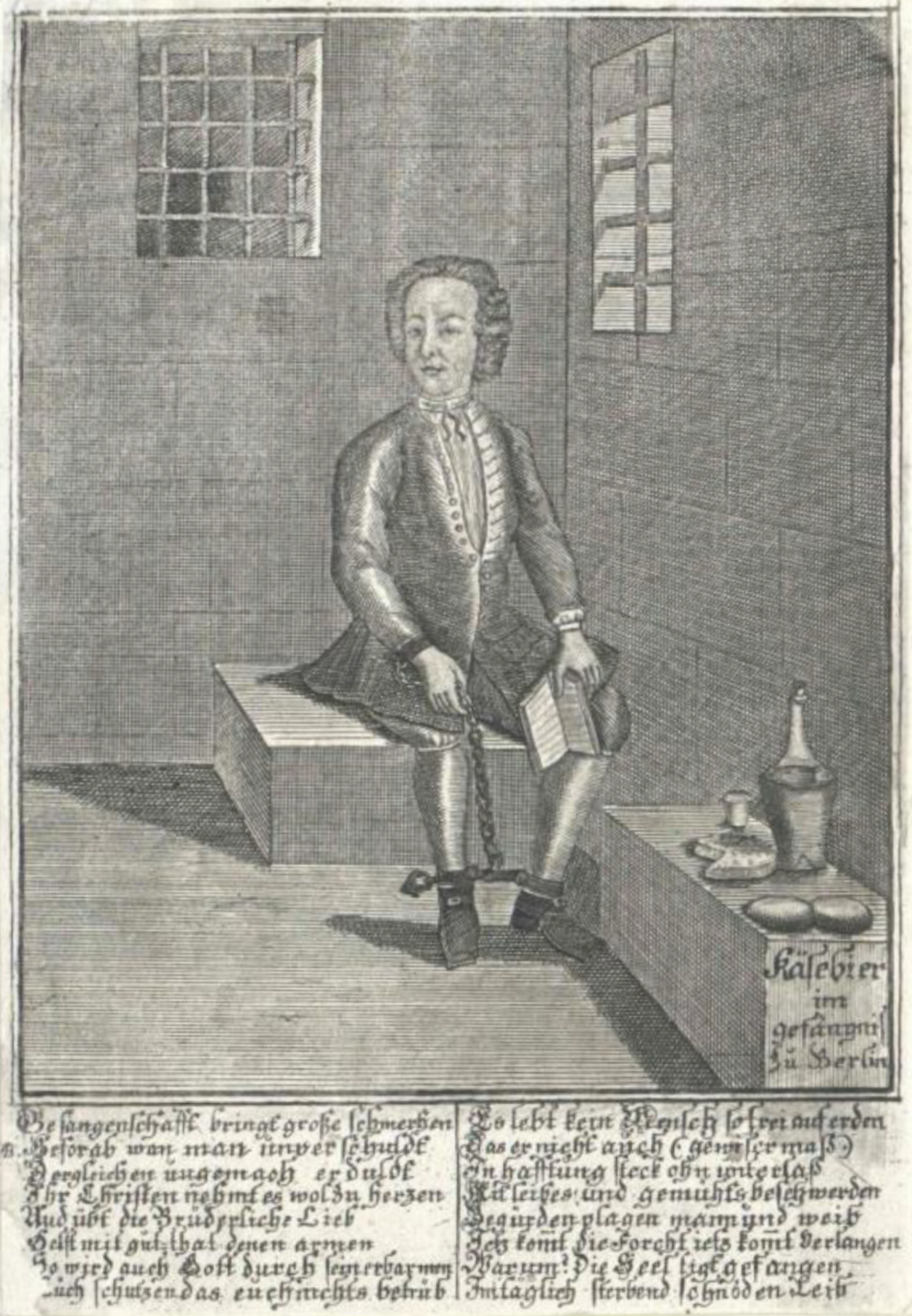
Christian Andreas Käsebier i ett fängelse i Berlin

Christian Andreas Käsebier, född omkring 1713 i Halle an der Saale, död efter 1757, var en i Tyskland allmänt beryktad inbrottstjuv. När han uppehöll sig i Brandenburg 1748 under falskt namn blev han gripen och dömdes till livstids fängelse i Stettin.
När Fredrik II av Preussen belägrade Prag 1757 behövde han underrättelser om fienden. Eftersom Käserbier var en välkänt skicklig brottsling lät Fredrik hämta honom från Stettin till sitt fältläger och skickade honom två dagar i rad som spion inne i Prag. När han den tredje dagen beordrades ta sig in i staden hade han farhågor att han skulle bli igenkänd, men kungen hotade honom då med att han skulle sändas tillbaka till Stettin om han inte lydde order. Käse gjorde som han blev tillsagd och gav sig iväg men syntes därefter aldrig mer till.